# 王大用 (隆慶進士)
王大用（1528年—？），字擢之，直隸東勝左衛軍籍山西平陽府趙城縣人，明朝政治人物。

## 生平
嘉靖四十三年（1561年）甲子科順天鄉試第四十九名舉人，隆慶二年（1568年）中式戊辰科會試第三百八十五名，三甲第二百三十五名進士。授河南扶溝縣知縣，歷官戶部郎中，萬曆十一年（1583年）九月升山東右參政。

## 家族
曾祖王成；祖父王山；父王堂，母房氏。永感下。弟王大賓。